# Лејк Сити (Флорида)
Лејк Сити (енгл. Lake City) град је у америчкој савезној држави Флорида. По попису становништва из 2010. у њему је живело 12.046 становника.

## Демографија
Према попису становништва из 2010. у граду је живело 12.046 становника, што је 2.066 (20,7%) становника више него 2000. године.
| Група             | 2000.         | 2010.         |
| Белци             | 5.717 (57,3%) | 6.453 (53,6%) |
| Афроамериканци    | 3.739 (37,5%) | 4.488 (37,3%) |
| Азијати           | 102 (1,0%)    | 195 (1,6%)    |
| Хиспаноамериканци | 281 (2,8%)    | 650 (5,4%)    |
| Укупно            | 9.980         | 12.046        |